# Zimna fuzja
Zimna fuzja (ang. cold fusion) – nazwa hipotetycznej metody fuzji jąder atomowych, którą dałoby się przeprowadzić w temperaturze znacznie niższej niż dla znanych obecnie reakcji termojądrowych.
Fuzja dwóch dowolnych jąder atomowych zachodzi, gdy mają one energię wystarczającą do pokonania odpychania elektrostatycznego protonów między jądrami i przybliżenia na odległość, w której krótkozasięgowe silne oddziaływania jądrowe przeważą odpychanie.
Obliczenia i dotychczasowe eksperymenty wskazują, że energia potrzebna do tego odpowiada temperaturze rzędu milionów kelwinów. Każda metoda, która doprowadziłaby do fuzji jąder w znacznie niższych temperaturach i nie za pomocą zderzania jąder przyspieszanych w akceleratorach, byłaby uznana za „zimną”.

## Metody chemiczne

### Elektrolityczna
23 marca 1989 roku Stanley Pons z University of Utah i Martin Fleischmann z University of Southampton ogłosili, że wynaleźli prostą metodę wykonania zimnej fuzji atomów deuteru poprzez elektrolizę ciężkiej wody z użyciem porowatej elektrody palladowej. Po pierwszych entuzjastycznych recenzjach i ogłaszaniu podobnych wyników w innych laboratoriach, dokładne testy przeprowadzone w kilkudziesięciu ośrodkach naukowych na świecie zaprzeczyły tezie, że w takich warunkach istotnie dochodzi do zimnej fuzji. Doniesienie uznano za mistyfikację, choć część badaczy twierdzi, że Pons i Fleischmann przypadkiem wpadli na trop nowego zjawiska fizycznego, ale nikt potem nie potrafił odtworzyć warunków, w jakich przeprowadzono pierwsze eksperymenty.

### Pallad i cyrkon
Media poinformowały, że 22 maja 2008 roku Yoshiaki Arata z Uniwersytetu Osaka, przeprowadził udany i powtarzalny eksperyment, w którym wykazano, iż po wystawieniu proszku palladowego i tlenku cyrkonu na działanie deuteru pod wysokim ciśnieniem, w układzie dochodzi do powstania dodatkowego ciepła (w stosunku do próby kontrolnej z lekkim wodorem). Według autorów, wewnątrz sieci krystalicznej palladu ma dochodzić do silnego skupienia deuteronów. Jądra atomowe znajdujących się obok siebie atomów miałyby być na tyle blisko, aby stworzyć jądro atomu helu. Wielu naukowców powątpiewa w jądrowe pochodzenie zaobserwowanego ciepła i porównuje to doświadczenie z doświadczeniem Ponsa i Fleischmanna z 1989 r.

### Nikiel i wodór
W dniu 14 stycznia 2011 roku Andrea Rossi i Sergio Focardi z Uniwersytetu Bolońskiego zaprezentowali pierwszy reaktor „zimnej fuzji”. Zachodzące w nim reakcje określili jednak jako niskoenergetyczne reakcje jądrowe (ang. low energy nuclear reactions, LENR), nie zaś jako zimną fuzję. Według twórców reaktor (nazwany „Katalizatorem energii”) działa poprzez reakcję fuzji atomów niklu i wodoru przy dodatkowych katalizatorach i ogrzaniu komory reaktora opornością elektryczną, w wyniku której powstają atomy miedzi. Po jakimś czasie ogrzewania mocą około 1 kW reaktor ma ogrzewać się sam wydzielając przy tym energię cieplną o mocy 12 kW. Twórcy reaktora spotkali się z powszechną falą krytyki ze strony środowiska naukowego z powodu nienaukowego podejścia przy ogłaszaniu wynalazku, podobnie jak to miało miejsce w przypadku ogłoszenia odkrycia zimnej fuzji przez Ponsa i Fleischmanna w 1989 r. Jednak 6 kwietnia 2011 r. włoski urząd patentowy przyznał Rossiemu patent na „Katalizator energii”.

## Metody fizyczne

### Sonofuzja
W 2002 r. Rusi Taleyarkhan z Oak Ridge National Laboratory ogłosił, że fuzja termojądrowa może zachodzić we wnętrzu bąbelków gazu, ściskanych gwałtownie przy pomocy ultradźwięków. W 2004 r. badania te zostały potwierdzone przez uczonego, pracującego już na Purdue University. W eksperymencie stosowany był deuterowany (ciężki) aceton, w którym prot zastąpiono deuterem. Jednak badania te są kwestionowane, podejrzewano nawet, że ich wyniki były częściowo sfałszowane.

### Metoda piroelektryczna
Ogłoszona przez grupę naukowców z University of California, Los Angeles w 2005 roku metoda polegająca na szybkim podgrzewaniu kryształu o własnościach piroelektrycznych (tj. wytwarzających pole elektryczne podczas podgrzewania). W opisanym doświadczeniu podgrzewano z jednej strony kryształ w zakresie temperatur od −34 do 7 °C. W wyniku tego między końcami kryształu powstało pole elektryczne o wartości natężenia pola elektrycznego rzędu 25 GV/m przyspieszające jony deuteru, które zderzały się ze spoczywającymi jonami deuteru. Zmierzona energia jonów dochodziła do 100 keV co odpowiada osiągnięciu temperatury 1 GK, wystarczającej do zajścia fuzji. Eksperymentatorzy zaobserwowali neutrony o energii 2,45 MeV będące dowodem fuzji. Skala zjawiska nie jest tak duża, by można je było wykorzystać do celów energetycznych, umożliwia jednak konstrukcję miniaturowego źródła neutronów. W 2006 r. efekt ten potwierdzono na Rensselaer Polytechnic Institute.

### Metoda klasterów
Jest to kontrolowana w laboratorium w Livermore metoda polegająca na wyzwoleniu energii chemicznej z oddziaływań Coulombowskich w procesie tzw. eksplozji Coulombowskiej. Im dalej od środka zjonizowanej kuli ładunku, tym silniej naładowane jądra deuteru odpychają się z większą ilością swoich sąsiadów, a więc mają większą energię potencjalną, która może być zamieniona na energię kinetyczną. Klastery deuteru związane długozasięgowym oddziaływaniem van der Waalsa tworzone są w procesie gwałtownego rozprężania deuteru w komorze próżniowej w niskiej temperaturze. Mikromgła deuterowa następnie poddawana jest działaniu silnego lasera o krótkim impulsie rzędu femtosekund. Laser ten powoduje całkowitą jonizację atomów deuteru, w wyniku czego odpychają się one tak silnie, że ich energie stają się wystarczające, by nastąpiło tunelowanie bariery Coulombowskiej do fuzji.

## Silne pola magnetyczne
Klasyczna zimna fuzja jest teoretycznie możliwa do przeprowadzenia w silnych polach: magnetycznym i rotującym elektrycznym, kiedy to dwa stany Landaua obiegają się w tzw. układzie podwójnym gwiazd bez lub naokoło ciężkiego jądra atomowego w stanie tzw. paczki trojańskiej zjonizowanego deuteru. Można wtedy oszacować pole krytyczne i częstość obiegu, kiedy przekrywanie się funkcji falowych jest rzędu szerokości samych funkcji. W warunkach laboratoriów ziemskich są to jednak pola gigantyczne, charakterystyczne dla obiektów astrofizycznych.
Aby zbliżyć dwa jądra deuteru na odległość równą średnicy protonu i obiegające się nawzajem z prędkością bliską światła, co gwarantuje zimną syntezę w 100% na parę, tzn. 10−15 m, wymagane jest pole magnetyczne o natężeniu 1011 T, tzn. podobne do pól wewnątrz magnetycznych gwiazd neutronowych tzw. magnetarów.
Aby je zbliżyć na odległość porównywalną w sytuacji tzw. katalizy mionowej, tzn. 206 razy mniej niż promień atomu Bohra, wystarczy pole 106 Tesli. Dla pól odpowiadających eksperymentowi piroelektrycznemu wystarczą pola rzędu 10³ T, czyli największe osiągalne szczytowo w ziemskich laboratoriach podczas eksplozji.

## Ewolucja Wszechświata
Rozważa się również możliwość spontanicznego procesu zimnej fuzji. Jej tempo miałoby być jednak niemierzalnie małe. Zakładając trwałość protonów, zimna fuzja mogłaby doprowadzić do powstania gwiazd żelaznych.